# أبو الهول (جريدة برازيلية)
أبو الهول هي صحيفة مهجرية باللغة العربية نشرها رشيد الخوري في ساو باولو في البرازيل في الفترة 1906-1941.